# Ducati 1299
Ducati 1299 Panigale — спортивний мотоцикл класу супербайк італійської компанії Ducati, презентований на міжнародній виставці у Мілані EICMA у 2014 році. Названий на честь маленького промислового містечка Борго Панігале.
Випускається у трьох комплектаціях:
- Panigale — базова версія;
- Panigale s — комплектується підвіскою Öhlins, повністю світлодіодним освітленням, крилами з вуглецевого волокна, кованими дисками та додатковими кнопками управління на кермі;
- Panigale R — гоночна версія, яка оснащується надлегкими деталями двигуна. Спортивна підвіска має налаштування на різні режими поведінки на треці. Літій-іонний акумулятор та вихлопна система з титану виробництва Akrapovic зменшили споряджену масу до 162 кг.

На тестах Ducati 1299 в модифікації Panigale s у 2014 році був встановлений рекорд кола траси Муджелло — 1'55,3".